# 貝爾徹海蛇
貝氏海蛇（學名：Hydrophis belcheri）是蛇亞目眼鏡蛇科海蛇屬下的一種有毒海蛇，目前未確認任何亞種，曾被誤認為是世界上最毒的海蛇，但世界上最毒的海蛇应当是杜氏劍尾海蛇（Aipysurus duboisii）。

## 毒性
根據對老鼠的LD50數據，肌肉注射下，貝氏海蛇的毒性为0.24mg/kg。贝氏海蛇引起咬擊事件，通常發生於漁民捕魚收網的時候。再者，貝氏海蛇的毒牙功效不大，所能分泌的毒液量也不多。基於各種因素，它並沒被認為是高度危險的蛇類。但是，在處理此蛇時，仍需要小心。

## 地理分布
貝氏海蛇主要分布於印度洋海域，包括菲律賓群島、新畿內亞、泰國海岸、澳洲群島、所羅門群島等地，尤多出沒於帝汶海的亞什摩及卡地爾群島一帶。

## 備註
1. ↑   (PDF).   [2008-12-30]. （原始内容 (PDF)存档于2007-09-29）.